# Bitka za Guam (1944.)
Druga bitka za Guam bila je bitka kojom je američka vojska vratila pod vlast SAD-a otok Guam u Tihom oceanu, nakon što ga je 1941. godine zauzelo Japansko Carstvo.

## Tijek bitke
Japanske snage zauzele su Guam 10. prosinca 1941. nakon kratke borbe s malenim američkim garnizonom na otoku. Povoljne okolnosti za ponovno zauzimanje otoka nisu se ostvarile sve do ljeta 1944. godine. Po prvotnom planu, američka invazija trebala se dogoditi gotovo istovremeno s početkom Bitke za Saipan, sredinom lipnja 1944. godine, ali je odgođena zbog jakog japanskog otpora na tom otoku.
Datum početka napada pomaknut je na 21. srpnja 1944., te je započeo po planu. Prvi američki Marinci iskrcali su se u 8:28 sati na obje strane poluotoka Orote, na zapadnoj strani otoka.
Japansko opništvo uništilo je 20 američkih desantnih brodova prije nego što su uopće dotakli tlo, ali se većina američkih vojnika i tenkova iskrcala do 9:00 sati.
Do noći, američka je vojska uspostavila mostobrane dubine do 2 kilometra i time osigurala opskrbu i dovod novih vojnika na otok. Japanski su se protunapadi najčešće odvijali noću, ali su svaki put bili odbijeni uz velike gubitke.
25. lipnja dva su se američka mostobrana spojila te je tim potezom učvršćen mostobran i poboljšani su uvjeti za obranu od japanskih napada. 28. lipnja poginuo je zapovjednik japanskih snaga na Guamu, general pukovnik Takeši Takašina, pa je njegovo mjesto preuzeo Hidejoši Obata. Američke su snage zauzele uzletište Orote 30. lipnja.
Stalni napadi na američke položaje iscrpile su japanske vojnike, a početkom kolovoza Japancima je ponestalo hrane i municije. General pukovnik Obata odlučio je povući preostale snage pod svojim zapovjedništvom na brdoviti sjever otoka, gdje su nastavili pružati uzaludan, ali uporan otpor do 10. kolovoza. Sljedeći dan, Obata je počinio seppuku.

## Nakon bitke
Iako je otok 10. kolovoza proglašen sigurnim, nekolicina japanskih vojnika nastavila se boriti gerilskim taktikama. Tako su 8. prosinca 1945. godine iz zasjede ubijena tri američka marinca.
Jednog od posljednjih japanskih "vojnika-lutalica" koji su se, nesvjesni završetka rata nastavili boriti, narednika Shoichia Yokoia, pronašla su dva lokalna lovca 24. siječnja 1972. godine i predala vlastima.
21. srpnja se na Guamu slavi Dan oslobođenja, u čast početku američkog napada kojim je završena japanska okupacija.

## Vanjske poveznice
- http://www.stamfordhistory.org/ww2_guam.htm

Sestrinski projekti
|  | Zajednički poslužitelj ima stranicu o temi Bitka za Guam (1944.)    |
|  | Zajednički poslužitelj ima još gradiva o temi Bitka za Guam (1944.) |